# قصيدة إلى أبي
قصيدة إلى أبي (بالكورية: 국제시장) هو فيلم دراما كوري جنوبي من بطولة هوانغ جونغ مين وكيم يون-جين واوه دال سو. تم عرض الفيلم في كوريا الجنوبية في 17 ديسمبر 2014. يصور الفيلم التاريخ الكوري الجنوبي من الخمسينيات وحتى يومنا هذا من خلال حياة رجل عادي، حيث يختبر أحداثًا مثل إجلاء هونغنام عام 1950 أثناء الحرب الكورية، وقرار الحكومة بإرسال الممرضات وعمال المناجم إلى ألمانيا الغربية في الستينيات، وحرب فيتنام.
وهو حاليًا رابع أعلى فيلم من حيث الإيرادات في تاريخ السينما الكورية الجنوبية، حيث بيعت منه 14.2 مليون تذكرة.

## روابط خارجية
- قصيدة إلى أبي على موقع IMDb (الإنجليزية)
- قصيدة إلى أبي على موقع ميتاكريتيك (الإنجليزية)
- قصيدة إلى أبي على موقع روتن توميتوز (الإنجليزية)
- قصيدة إلى أبي على موقع نتفليكس (الإنجليزية)
- قصيدة إلى أبي على موقع قاعدة بيانات الأفلام العربية
- قصيدة إلى أبي على موقع ألو سيني (الفرنسية)
- قصيدة إلى أبي على موقع أول موفي (الإنجليزية)
- قصيدة إلى أبي على موقع بوكس أوفيس موجو (الإنجليزية)
- قصيدة إلى أبي على موقع فيلمافينيتي (الإسبانية)
- قصيدة إلى أبي على موقع قاعدة بيانات الفيلم (الإنجليزية)